# زلف شیطان (سرده)
زلف شیطان، حلفه (نام علمی: Imperata) نام یک سرده از تیره گندمیان است.
"زلف شیطان" گياهى است علفی، چندساله، ايستا، به ارتفاع ۱۲۰ سانتیمتر که توسط بذر و ريزوم‌ تکثير می يابد. ساقهٔ آن از قاعده منشعب، در محل گره ها بدون کرک يا به ندرت کرکدار است. برگ هاى اين گياه باريک، به رنگ سبز متمايل به زرد، در انتهاء داراى زائده اى نوک تيز، لوله شده و حاشيهٔ آن دندانه دار است. ساقه هاى زيرزمينى (ريزوم ها) خزنده، قوی، ضخيم، گوشتى و فلس دارند.
گل آذين خوشه، بسيار فشرده و متراکم، استوانه اى شکل، راست، به طول ۳۰ سانتیمتر و قطر ۵/۰ تا ۲ سانتیمتر، سنبلک ها به طول ۴ تا ۵ ميلیمتر که توسط کرک هایى به طول ۱۰ تا ۱۱ ميلیمتر پوشيده شده است.
غلاف برگ هاى اوليه ممکن است کرکدار و يا بدون کرک باشد. پهنک برگ ها به جز در قاعدهٔ آن بدون کرک است. در سطح فوقانى قاعدهٔ پهنک کرک ها به صورت دسته جاتى مشاهده مى شوند. در اين گياه ليگول کوچک بوده و حاشيه اى غشایی دارد.